# Seznam narodov
Seznam narodov sveta.

## A
- Abhazijci
- Aboridžini
- Adžari
- Afganistanci
- Ainuji
- Ajmari
- Akani
- Albanci
- Alzačani
- Alžirci
- Američani
- Amharci
- Angleži
- Anglosasi
- Angolci
- Arabci
- Arami
- Argentinci
- Armenci
- Asamci
- Avarci
- Avstralci
- Avstrijci
- Azerbajdžanci (Azeri)

## B
- Balkari
- Bambari
- Bangladežani (gl. še Bengalci)
- Baski
- Baškiri
- Belgijci
- Belorusi
- Beludžijci
- Bembi
- Bengalci
- Berberi
- Biharci
- Bocvanci
- Bolgari
- Bolivijci
- Bošnjaki
- Brazilci
- Bretonci
- Britanci
- Brunejci
- Burjati
- Burmanci
- Burundijci
- Butanci

## C
- Ciprčani

## Č
- Čečeni
- Čehi
- Čerkezi
- Čilenci
- Črnogorci
- Čukči
- Čuvaši

## D
- Danci
- Dominikanci

## E
- Egipčani
- Ekvadorci
- Eritrejci
- Eskimi
- Estonci
- Etiopijci

## F
- Ferci
- Fidžijci
- Filipinci
- Finci
- Flamci
- Francozi
- Frizijci
- Fulani
- Furlani

## G
- Galicijci (Galičani)
- Gambijci
- Ganci
- Grenlandci (Grenlandčani)
- Grki
- Gruzinci (Gruzijci)
- Gunagxi
- Guaraniji
- Gudžarati
- Gvajanci
- Gvatemalci
- Gvinejci

## H
- Haitijci
- Hausa
- Havajci
- Holandci (glej Nizozemci)
- Hongkonžani
- Hotentoti
- Hrvati
- Hutuji (glej Jemen)

## I
- ameriški Indijanci
- Indijci
- Indonezijci
- Inguši
- Iračani
- Iranci
- Irci
- Islandci
- Izraelci
- Italijani

## J
- Jakuti
- Jamajčani
- Japonci
- Jemenci
- Jordanci
- Judje
- Južnoafričani

## K
- Kabardinci
- Kalmiki
- Kamerunci
- Kanadčani
- Karačajci
- Karakalpaki
- Karelijci
- Kareni
- Kašmirci
- Katalonci
- Kazahi (Kazahstanci)
- Kečuji
- Kenijci
- Kirgizi
- Kitajci Han
- Kmeri
- Kolumbijci
- Komijci
- Kongožani
- Korejci
- Korjaki
- Korzičani
- Kostaričani
- Kubanci
- Kurdi

## L
- Ladinci
- Laožani
- Latvijci (Letonci /Latiši)
- Libanonci
- Liberijci
- Libijci
- Litovci (tudi Litvanci)
- Laponci
- Luksemburžani
- Lužiški Srbi

## M
- Madžari
- Makedonci
- Malavijci
- Malezijci
- Malgaši
- Malijci
- Maltežani
- Mandžurci
- Maori
- Marati
- Marijci
- Maročani
- Masaji
- Mavretanci
- Mavricijci
- Mehičani
- Melanezijci
- Mikronezijci
- Moldavci (glej Romuni)
- Mongoli
- Moravani
- Mozambičani

## N
- Namibijci
- Ndebeleji
- Nemci
- Nepalci
- Nigerijci
- Ningšja
- Nizozemci
- Njaruveti
- Norvežani
- Novogvinejci (gl. še Papuanci)
- Novozelandci

## O
- Omanci
- Oromi
- Osetinci (Oseti)

## P
- Pakistanci
- Palestinci
- Panamci
- Pandžabi
- Papuanci
- Paragvajci
- Paštuni
- Perujci
- Perzijci
- Polinezijci
- Poljaki
- Portoričani
- Portugalci
- Provansalci (Okcitanci)
- Prusi

## R
- Retoromani
- Rohinge
- Romi (Cigani)
- Romuni
- Ruandčani
- Rusi
- Rusini

## S
- Saheli
- Sami
- Samoanci
- Samojedi
- Sardi
- Savdijci
- Sejšelci
- Senegalci
- Siamci (gl. Tajci)
- Sindi
- Singalci
- Singapurci
- Sirci
- Slovaki
- Slovenci
- Somalijci
- Srbi
- Sudanci
- Surinamci

## Š
- Šani
- Škoti
- Šlezijci
- Šoni
- Španci
- Šrilančani
- Švedi
- Švicarji

## T
- Tadžiki
- Tajci
- Tajvanci (gl. Kitajci)
- Tamili (Tamilci)
- Tanzanijci
- Tatari
- Tibetanci
- Tigreji
- Timorci
- Trinidadčani
- Tunizijci
- Turki
- Turkmeni
- Tutsiji
- Tuvinci

## U
- Udmurti
- Ugandci (Ugandčani)
- Ujguri
- Ukrajinci
- Urdujci
- Urugvajci
- Uzbeki

## V
- Valižani
- Valonci
- Venezuelci
- Vietnamci
- Vlahi

## Z
- Zambijci
- Zelenortčani
- Zimbabvejci